# Brug 2331
Brug 2331 is een bouwkundig kunstwerk in Amsterdam-Noord.
Deze voet- en fietsbrug is gelegen in de centrale as van het Tuinpark Buikslotermeer (Volkstuinenpark Buikslotermeer), dat in 2004 geopend werd. Dat tuinpark wordt doorsneden door een brede waterweg, die  er uit ziet als een insteekhaven van wat in de jaren vijftig van de 20e eeuw het Kanaal om de Noord had moeten worden. De brug ligt parallel aan brug 2345 net buiten het park. Omdat de waterweg een soort cirkelsegment is behoefde brug 2331 niet zo lang te worden als brug 2341. Ze is ongeveer 22 meter lang; ze is vier meter breed. De brug is grotendeels van hout en rust op twee brugpijlers met jukken. De overspanning bestaat uit stalen liggers waarop houten planken liggen en balustraden steunen.